# Diane Lensink
Diane Rosalind Lensink (Amsterdam, 21 oktober 1950 – aldaar, 19 december 2012) was een Nederlandse actrice.  

## Biografie
Diane Lensink werd geboren in 1950 als dochter van acteurs Ton Lensink en Henny Orri. In 1974 studeerde Lensink af op de Toneelschool Amsterdam. In 1972 had ze als leerling van de Toneelschool al haar debuut gemaakt in het toneelstuk "Een stuk voor twee dames", met Elja Pelgrom, onder regie van Gerardjan Rijnders. In 1973 speelde ze de titelrol in de voorstelling Penthesilea. 
Lensink was lid van Toneelgroep Globe. Gedurende haar carrière speelde ze in een groot aantal toneelstukken. Ook speelde ze in de speelfilms Het verboden bacchanaal (1981) en De Schorpioen (1984). Op televisie was ze te zien in afleveringen van onder meer 12 steden, 13 ongelukken en Baantjer.
Lensink was gehuwd met Wim van der Grijn. Uit dit huwelijk werd een zoon geboren, acteur Matteo van der Grijn. De laatste jaren van haar leven woonde Lensink vooral in Vinazza, een gehucht van slechts een paar huizen in de Italiaanse Alpen, waar ze een restaurant met kamers runde.
Ze overleed op 62-jarige leeftijd in Amsterdam aan kanker.